# 310 p.n.e.
| [ Edytuj tabelę ] |                                                                                  |
| Władca Chin       | - 315 p.n.e. Nanwang 256 p.n.e.                                                  |
| Władca Egiptu     | - 323 p.n.e. Aleksander IV 309 p.n.e. - 323 p.n.e. Ptolemeusz I Soter 282 p.n.e. |
| Król Epiru        | - 312 p.n.e. Alketas II 307 p.n.e.                                               |
| Tyran Heraklei    | - 337 p.n.e. Dionizjusz Dobry 305 p.n.e.                                         |
| Król Ilirii       | - 335 p.n.e. Bardylis II 295 p.n.e.                                              |
| Król Magadhy      | - 321 p.n.e. Ćandragupta Maurja 300 p.n.e.                                       |
| Król Macedonii    | - 323 p.n.e. Aleksander IV 309 p.n.e.                                            |
| Władca Seleucydów | - 312 p.n.e. Seleukos I Nikator 281 p.n.e.                                       |
| Król Sparty       | - 370 p.n.e. Kleomenes II 309 p.n.e. - 331 p.n.e. Eudamidas I 305 p.n.e.         |
| Król Syngalezów   | - 367 p.n.e. Mutasiva 307 p.n.e.                                                 |
| Tyran Syrakuz     | - 317 p.n.e. Agatokles 289 p.n.e.                                                |
| Król Tracji       | - 330 p.n.e. Seutes III 300 p.n.e.                                               |

Rok 310 p.n.e.
stulecia: V wiek p.n.e. ~
IV wiek p.n.e. ~
III wiek p.n.e.

lata: 320 p.n.e. «
314 p.n.e. «
313 p.n.e. «
312 p.n.e. «
311 p.n.e. «
310 p.n.e. »
309 p.n.e. »
308 p.n.e. »
307 p.n.e. »
306 p.n.e. »
300 p.n.e.

## Wydarzenia
- W bitwie pod Tunesem wojska syrakuzańskie pokonały Kartagińczyków.
- W Rzymie utworzono urząd duoviri navales, Rzym obecny na morzu.
- Początek działalności filozoficznej Epikura.
- W Atenach Zenon z Kition założył filozoficzną szkołę stoików.

## Urodzili się
- Kallimach z Cyreny, poeta
- Posejdippos, poeta (zm. 240 p.n.e.)

## Zmarli
- Roksana, królowa macedońska; otruta (ur. ~347 p.n.e.)